# Duke Ellington House
La Duke Ellington House est une résidence historique située au 935 St. Nicholas Avenue, à Manhattan, dans la ville de New York aux États-Unis. L'appartement 4A de cet immeuble a été la résidence de Duke Ellington (1899-1974), célèbre compositeur et pianiste de jazz afro-américain, de 1939 à 1961. L'immeuble a été inscrit au Registre national des lieux historiques en 1976 en tant que monument historique national,.

## Description et historique
L'immeuble contenant la Duke Ellington House est situé dans le nord de Manhattan, dans le quartier de Washington Heights, à l'angle sud-ouest de St. Nicholas Avenue et de la 157e rue. Il s'agit d'une structure de maçonnerie de six étages, construite en 1915 dans le style néo-gothique tardif. Le rez-de-chaussée apparaît comme un sous-sol surélevé, avec des bandes horizontales de maçonnerie entre ses fenêtres. Les quatre étages du milieu sont presque identiques, avec quelques colonnes de baies vitrées comportant des panneaux décoratifs sculptés entre les étages. Les fenêtres du dernier étage sont placées dans des ouvertures en arc de cercle et ont un encadrement plus élaboré. Le bâtiment est couronné par un parapet avec des tourelles et des saillies en pierre. Une paire de baies d'entrée est située au centre de la façade Saint-Nicolas, les entrées étant profondément encastrées dans des ouvertures en arcs de cercle.  
Lorsque Duke Ellington emménage dans l'appartement A4 de cet immeuble en 1939, il est déjà un musicien connu et de réputation nationale. C'est pendant sa résidence dans cet appartement qu'il écrit plusieurs de ses compositions les plus importantes, dont Black, Brown and Beige (en), sa première grande composition de jazz de longue durée pour chœur et orchestre. Au cours de cette période, la musique et le style personnel d'Ellington ont un impact majeur sur la culture afro-américaine en particulier, ainsi que sur les tendances culturelles plus larges de la musique. 